# Mari0
Mari0 (читается как — Мари-Ноль, или Марио) — фанатская инди-игра в жанрах платформера и головоломки, созданная двумя разработчиками, работавшими в команде сайта Stabyourself.net: немцем Морисом Геганом и словенцем Сашо Смолеем. Выпуск состоялся 3 марта 2012 года для персональных компьютеров на платформах Windows, macOS и Linux.
Игра сочетает в себе элементы игрового процесса из серий игр Super Mario от Nintendo и Portal от Valve. В данной игре Марио вооружён портальной пушкой (использование данной пушки было главной игровой механикой во всех играх серии Portal), позволяющей создавать дыру в пространстве, соединяющую две выбранные точки (портал), через которую могут проходить протагонист, враги и другие различные объекты.
Игра быстро обрела популярность благодаря блогам и новостным ресурсам, а также была хорошо принята критиками. Её глобальное обновление под названием Mari0: Special Edition было отменено в 2015 году. Также с 2018 года ведётся работа над сиквелом под названием Mari0 2, однако точная дата его выхода неизвестна. Благодаря открытому исходному коду люди начали делать модификации, некоторые из них пытались доработать и улучшить последние версии игр.

## Игровой процесс

Игровой процесс Mari0. Порталы действуют и на врагов, и на прочие игровые предметы. Врагов можно загонять в ловушку, а себе — придумывать портальную комбинацию

Игровой процесс Mari0 основан на видеоигре 1985 года Super Mario Bros., где игрок управляет главным героем Марио, цель которого — продвигаться по уровням и убивать врагов, при уничтожении которых игрок получает монеты и очки. Игра содержит некоторые элементы игрового процесса серии Portal, в частности была добавлена концепция портальной пушки. Игрок может нажимать мышью по разным поверхностям на уровне, чтобы создавать порталы, связывающие две точки, с помощью которых герой может телепортироваться. В отличие от Portal, в Mari0 присутствует большое количество врагов и движущихся объектов. Кроме ремейка Super Mario Bros., в игре есть и набор уровней, основанных на стилистике и декорациях Portal, где от Mario остаётся лишь физика титульного персонажа. В игре есть редактор уровней, а также различные графические наборы и шейдеры. Имеется режим многопользовательской игры, в котором может принимать участие до четырёх игроков.

## Разработка и выпуск
Первоначальная задумка разработчика состояла в том, чтобы создать прямой порт оригинальной видеоигры Super Mario Bros. с многопользовательским режимом. 
Разработка игры Mari0 началась в январе 2011 года. Её созданием занялись двое инди-разработчиков — Морис Геган из Германии и словенец Сашо Смолей, администраторы сайта Stabyourself.net. В апреле 2011 года Морис просмотрел видеоролик под названием «Mario With A Portal Gun» (с англ. — «Марио с портальной пушкой») на интернет-ресурсе Dorkly, и под влиянием этого видео сформировалась итоговая концепция игры. Разработка игры была завершена к началу марта 2012 года. Первый официальный релиз был сделан одновременно с публикацией трейлера игры. Mari0 была создана на игровом движке (фреймворке) LÖVE. Во время разработки игры Морису и Сашо пришло предложение о написании саундтрека от музыканта, работы которого им очень понравилась, вследствие чего он написал музыку к уровням Portal в стиле саундтрека к Portal 2. В оригинальных уровнях проигрывается музыка из Super Mario Bros. ради чувства ностальгии у игроков.
Через год после выхода игры, по словам разработчиков, она была загружена с официального сайта 1,6 млн раз. По сведениям испанского сайта «Universo Nintendo», Mari0 — одна из немногих игр по вселенной Super Mario, сумевших избежать юридического преследования со стороны компании Nintendo. Как признаются создатели, они специально выпустили игру бесплатно, чтобы их «не зарезали юристы».

### Special Edition
1 мая 2012 года был анонсирован новое обновление для игры, получивший название Mari0: Special Edition. Разработка продолжалась в течение нескольких лет, и несколько бета-версий были опубликованы на форуме сайта Stabyourself.net. Однако в итоге его разработка была прекращена в августе 2015 года.

### Сиквел
Продолжение игры, названное Mari0 2 (Mari3), основывается на Super Mario Bros. 3. Одним из нововведений стала возможность устанавливать порталы на наклонных поверхностях. Также были нарисованы спрайты Марио из SMB3 с портальной пушкой. Разработка игры ведётся с 2018 года, дата выхода до сих пор неизвестна. Исходный код также доступен в GitHub.

## Отзывы
Игра Mari0 обсуждалась на различных веб-сайтах и блогах о технологиях и видеоиграх и была в целом хорошо воспринята. Например, Джон Уокер с сайта Rock, Paper, Shotgun заявил, что для него игра оказалась очень сложной для прохождения и, по его мнению, «должна заставить всех ахнуть». Вениамин Джексон из The Next Web в целом положительно оценил игру, но в то же время отметил, что на его MacBook Pro бывали проблемы со звуками и прыжками. Самым досадным для него была необходимость играть в Mari0 обязательно с помощью мыши и клавиатуры. Чак Лотон из Wired также отметил баги в версии для OS X. Редакция российского интернет-издания «Канобу» охарактеризовала игру как «настоящий живой платформер, удивительное дитя самых благородных кровей», обратила внимание на дизайн игры, управление и механизм портальной пушки.